# Барнардова звезда
Барнардова звезда је мала звезда, типа црвени патуљак, у сазвежђу Змијоноша. На удаљености од 5,96 светлосних година (1,83 pc) од Земље, она је четврта најближа позната звезда Сунцу, након три компоненте система Алфа Кентаури, и најближа звезда у северној небеској хемисфери. Њена звездана маса износи око 16% Сунчеве, а пречник 19% пречника Сунца. Упркос својој близини, звезда има слабу привидну визуелну магнитуду од +9,5 и невидљива је голим оком. Много је светлија у инфрацрвеном спектру него у видљивој светлости.
Барнардова звезда је једна од највише проучаваних црвених патуљака због своје близине и повољног положаја за посматрање у близини небеског екватора. Историјски гледано, истраживања о Барнардовој звезди су се фокусирала на мерење њених звезданих карактеристика, астрометрије и прецизно одређивање граница могућих вансоларних планета. Иако је Барнардова звезда веома стара, она и даље доживљава звездане изливе, од којих је један забележен 1998. године.
Барнардова звезда поседује систем од четири планете са малим масама у блиским орбитама; планета Барнардова звезда b откривена је 2024. године, а још три су потврђене 2025. године. Раније је било више тврдњи о постојању планета које су оповргнуте.

## Откриће и именовање
Звезда је добила име по Едварду Емерсону Барнарду, америчком астроному који је 1916. године измерио њено сопствено кретање од 10,3 лучне секунде годишње у односу на Сунце, што је највеће познато кретање било које звезде. Звезда се раније појављивала на фотографским плочама Харвардског универзитета из 1888. и 1890. године.
Године 2016, Међународна астрономска унија организовала је Радну групу за имена звезда (WGSN) како би каталогизовала и стандардизовала правилна имена звезда. WGSN је одобрила име „Барнардова звезда“ за ову звезду 1. фебруара 2017. године, и оно је сада укључено у Листу ИAU-одобрених имена звезда.